# Сунгурларе (община)
Сунгурларе (болг. Община Сунгурларе) — община в Болгарии. Входит в состав Бургасской области. Население составляет 13 352 человека на 15 мая 2008 года).
Административный центр — город Сунгурларе.
Площадь территории общины — 824,4 км².

## Состав общины
В состав общины входят следующие населённые пункты:
1. село Балабанчево
2. село Бероново
3. село Босилково
4. село Ведрово
5. село Везенково
6. село Велислав
7. село Вылчин
8. село Горово
9. село Грозден
10. село Дыбовица
11. село Есен
12. село Завет
13. село Каменско
14. село Камчия
15. село Климаш
16. село Костен
17. село Лозарево
18. село Лозица
19. село Манолич
20. село Подвис
21. село Прилеп
22. село Пчелин
23. село Садово
24. село Скала
25. село Славянци
26. город Сунгурларе
27. село Сыединение
28. село Терзийско
29. село Черница
30. село Чубра